# Centrosema
Centrosema és un gènere de planta de flors amb 97 espècies pertanyent a la família Fabaceae.

## Espècies seleccionades
- Centrosema acutifolium
- Centrosema angustifolium
- Centrosema arenarium
- Centrosema arenicola
- Centrosema bellum
- Centrosema bifidum
- Centrosema biflorum
- Centrosema brasilianum (L.) Benth.
- Centrosema dasyanthum Benth.
- Centrosema macranthum Hoehne
- Centrosema macrocarpum
- Centrosema plumerii (Turp. ex Pres.) Benth.
- Centrosema pubescens Benth.
- Centrosema sagittatum (Willd.) Brad.
- Centrosema vexillatum Benth.
- Centrosema virginianum